# Iris Klein
Iris Klein (...) è una modella tedesca incoronata Miss International 1989.
Fu la seconda rappresentante della Germania ad ottenere il titolo, dopo Ingrid Finger vincitrice di Miss International nel 1965. In precedenza la Klein si era classificata seconda a Miss Germania.